# Schloßberg (Schönlind)
Der Schloßberg (605 m ü. NN) ist eine stark bewaldete Bergkuppe aus Granit 700 Meter westlich des Dorfes Schönlind, eines Gemeindeteils der Stadt Wunsiedel im Landkreis Wunsiedel im Fichtelgebirge.

## Turmhügelanlage
Der Schloßberg war Standort einer Turmhügelanlage (Motte), die vor dem 13. Jahrhundert errichtet wurde. Sie diente der Sicherung einer Altstraße, die aus Franken kam und nach Böhmen führte. Von der ehemaligen Anlage sind noch die Wallgräben um einen Kernhügel zu sehen.